# Sant Ciergue de Pradas
Saint-Cirgues-de-Prades és un municipi francès situat al departament de l'Ardecha i a la regió d'Alvèrnia-Roine-Alps. L'any 2007 tenia 130 habitants.

## Demografia

### Població
El 2007 la població de fet de Saint-Cirgues-de-Prades era de 130 persones. Hi havia 52 famílies de les quals 16 eren unipersonals (16 homes vivint sols), 12 parelles sense fills, 20 parelles amb fills i 4 famílies monoparentals amb fills.
La població ha evolucionat segons el següent gràfic:
Habitants censats

### Habitatges
El 2007 hi havia 98 habitatges, 59 eren l'habitatge principal de la família, 30 eren segones residències i 10 estaven desocupats. 90 eren cases i 6 eren apartaments. Dels 59 habitatges principals, 49 estaven ocupats pels seus propietaris i 10 estaven llogats i ocupats pels llogaters; 1 tenia una cambra, 2 en tenien dues, 16 en tenien tres, 22 en tenien quatre i 18 en tenien cinc o més. 44 habitatges disposaven pel capbaix d'una plaça de pàrquing. A 22 habitatges hi havia un automòbil i a 33 n'hi havia dos o més.

### Piràmide de població
La piràmide de població per edats i sexe el 2009 era:
| Homes | Edats   | Dones |
| ----- | ------- | ----- |
| 0     | 95 o +  | 0     |
| 0     | 90 a 94 | 0     |
| 0     | 85 a 89 | 0     |
| 0     | 80 a 84 | 0     |
| 4     | 75 a 79 | 0     |
| 4     | 70 a 74 | 8     |
| 0     | 65 a 69 | 8     |
| 4     | 60 a 64 | 8     |
| 8     | 55 a 59 | 0     |
| 0     | 50 a 54 | 4     |
| 4     | 45 a 49 | 0     |
| 0     | 40 a 44 | 4     |
| 12    | 35 a 39 | 0     |
| 0     | 30 a 34 | 12    |
| 0     | 25 a 29 | 0     |
| 0     | 20 a 24 | 0     |
| 4     | 15 a 19 | 8     |
| 4     | 10 a 14 | 0     |
| 4     | 5 a 9   | 12    |
| 0     | 0 a 4   | 0     |

## Economia
El 2007 la població en edat de treballar era de 74 persones, 47 eren actives i 27 eren inactives. De les 47 persones actives 35 estaven ocupades (18 homes i 17 dones) i 12 estaven aturades (7 homes i 5 dones). De les 27 persones inactives 16 estaven jubilades, 3 estaven estudiant i 8 estaven classificades com a «altres inactius».

### Ingressos
El 2009 a Saint-Cirgues-de-Prades hi havia 56 unitats fiscals que integraven 126 persones, la mediana anual d'ingressos fiscals per persona era de 17.112 €.

### Activitats econòmiques
Dels 2 establiments que hi havia el 2007, 1 era d'una empresa de construcció i 1 d'una entitat de l'administració pública.
L'únic servei als particulars que hi havia el 2009 era un paleta.
L'any 2000 a Saint-Cirgues-de-Prades hi havia 3 explotacions agrícoles.

## Poblacions més properes
El següent diagrama mostra les poblacions més properes.